# Ahmed Ghanem Soltan
Ahmed Ghanem Soltan (ar. احمد غانم سلطان, ur. 8 kwietnia 1986) – egipski piłkarz występujący na pozycji obrońcy w egipskim klubie Al-Nasr. Wychowanek Zamalek, w swojej karierze grał także w takich zespołach jak Legia Warszawa, Gənclərbirliyi Sumgait, Telephonat Beni Suef, El Gouna, Ghazl El-Mehalla oraz Al-Nasr.

## Sukcesy

### Legia Warszawa
- Mistrzostwo Polski: 2005/06

### Zamalek
- Puchar Egiptu: 2008